# Oratorio della Madonna della Neve (Lari)
L'oratorio della Madonna della Neve si trova a Lari.

## Storia e descrizione
Il piccolo edificio religioso fu edificato nel 1634 alle porte del paese, nel luogo di un più antico edificio religioso. Fu però trasformato nel secolo seguente. Insieme all'altro oratorio del Carmine si segnala come esempio rilevante ed originale di architettura religiosa del Settecento.

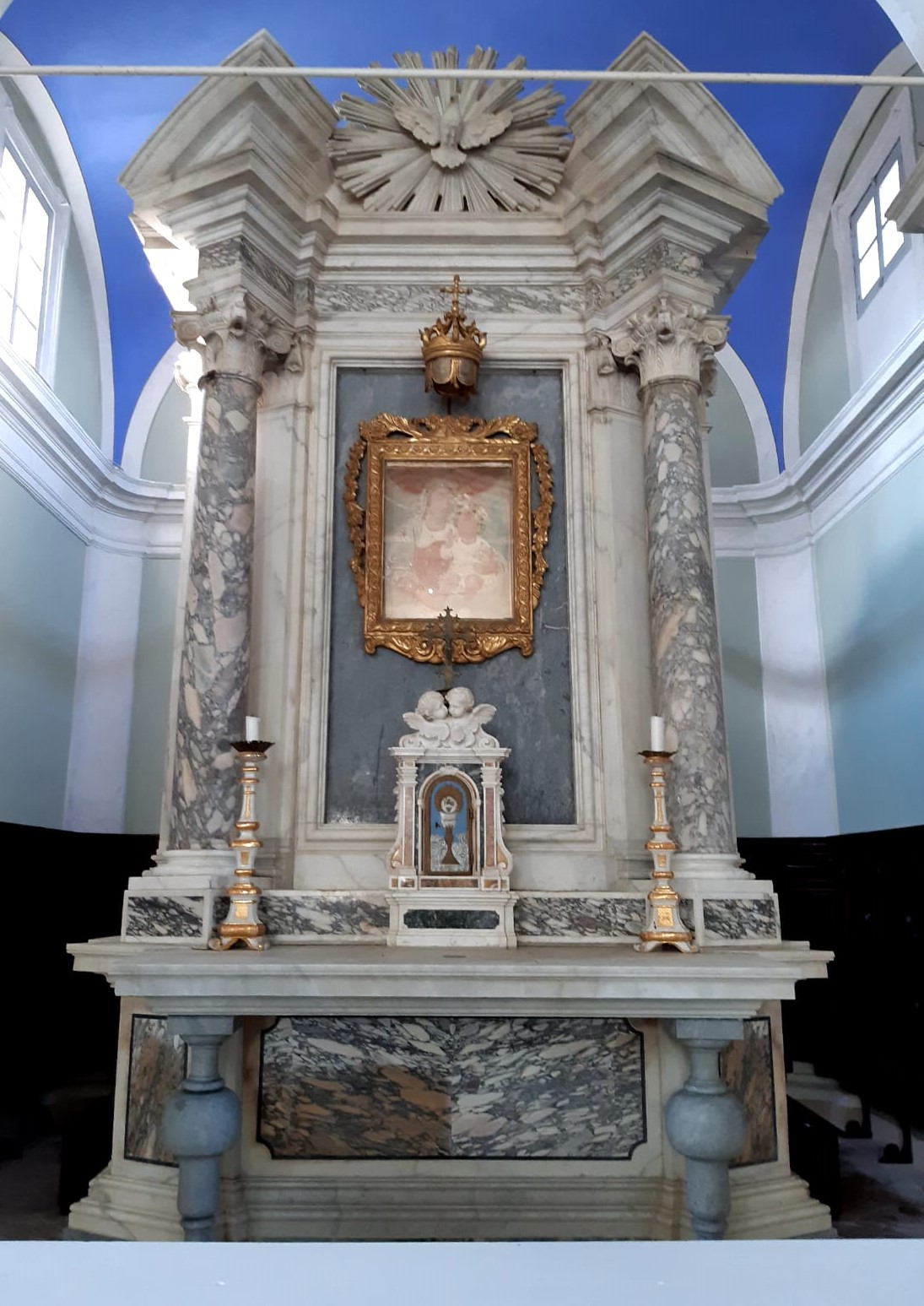
Altare Maggiore della Madonna della Neve di Lari

La facciata consiste in un pronao monumentale di gusto classicista, sorretto da pilastri e colonne e concluso da un timpano triangolare. L'interno si presenta ad unica navata nel quale si trova, subito all'ingresso, un'acquasantiera datata 1757. In fondo spicca il bell'altare in marmi dedicato allo Spirito Santo, opera di uno dei più importanti scultori pisani del Settecento, Giovanni Battista Vaccà, che lo eseguì su disegno del pittore ed architetto Francesco Melani. all'interno di esso è un affresco staccato a massello con la Madonna e il Bambino. A destra è un altro altare fatto erigere dalla famiglia Galletti nel quale è una tela settecentesca con la Madonna dei sette dolori e i Santi Giuseppe e Francesco, recentemente restaurata, di un artista ancora rimasto anonimo. L'altare è legato alla comunità servita pisana, dipendente dal convento di Sant'Antonio e molto attiva a Lari.
L'oratorio ha il ruolo di piccolo santuario dato che è stato oggetto di devozione popolare e meta fino agli inizi del Novecento di pellegrinaggi mariani.